# Платоновцы (Оричевский район)
Платоновцы — деревня в Оричевском районе Кировской области в составе Спас-Талицкого сельского поселения.

## География
Расположена в восточной части района на расстоянии примерно 6 км на восток от поселка  Лёвинцы на левом берегу реки Быстрица.

## История
Известна с 1873 года как починок У речки Быстрицы или Платоново, дворов 9 и жителей 80, в 1905  15 и 115, в 1926 (деревня Платоновцы  или У речки Быстрицы) 23 и 108, в 1950 37 и 151, в 1989 оставалось 2 постоянных жителя. Ныне дачная деревня. 

## Население
Постоянное население  составляло 3 человека (русские 100%) в 2002 году, 0 в 2010.